# Singapore Premier League
Die Singapore Premier League, bis 2017 S. League, ist die höchste Spielklasse im singapurischen Fußball. Ihre Geschichte reicht bis zu Beginn des 20. Jahrhunderts zurück. Als „geschlossene“ Liga gibt es keine Auf- und Absteiger. Der federführende Verband, die Football Association of Singapore (FAS), entscheidet nach bestimmten Kriterien darüber, ob ein neuer Verein der Liga beitreten kann.

## Geschichte

### 1904–1960
Die ersten nachgewiesenen Fußballspiele in Singapur fanden zu Ende des 19. Jahrhunderts statt. Zunächst bestanden die Teams meist aus Schiffsmannschaften, welche gerade in Singapur anlegten, und lokalen Mannschaften. Aufgrund des Zuspruchs wurde 1904 die erste Liga in Singapur installiert. Verantwortlich zeichnete die damalige Singapore Amateur Football Association. Gegründet 1892, gilt sie als der älteste Fußballverband Asiens. Zu Beginn wurde die Liga von den Europäisch/Englischen Mannschaften dominiert, bevor später lokale Mannschaften hinzukamen. Der erste Meister, 1904, war das 1st Battalion Manchester Regiment.
1952 wurde die Singapore Amateur Football Association durch die Football Association Singapore abgelöst.

### 1960–1987
Von 1961 bis 1974 fand kein offizieller Ligabetrieb mehr statt. Dennoch fand eine inoffizielle Liga statt, welche unter dem Namen National Football League bekannt wurde. Insgesamt waren in dieser Liga 118 Vereine und Mannschaften involviert. 1975 entschloss sich die FAS, die National Football League als offizielle Liga zu adaptieren. Der Name wurde beibehalten und auf 30 Mannschaften begrenzt.
1988 wurde die National Football League in Premier League umbenannt. Die National Football League blieb als unterklassige Liga weiter bestehen.

### 1988–1995
Die Premier League war eine halbprofessionelle Fußballliga, welche bei den Fans und der Öffentlichkeit nur eine geringe Rolle spielte. Denn die Nationalmannschaft Singapurs nahm zu diesem Zeitpunkt regelmäßig am Pokal und der Liga Malaysias teil. Später, nach Ende der Saison in Malaysia, spielten die Spieler wieder in den lokalen Vereinen Singapurs.
Die dominierende Mannschaft dieser Zeit war Geylang International, welche sechs Mal hintereinander, von 1988 bis 1993, die Meisterschaft gewinnen konnten.
1994 kam die Liga der Bitte nach, etwas für die Liga zu tun, um auch mehr Zuschauer in die Stadien zu locken, und neue Fans zu gewinnen. Die FAS lud daraufhin zwei Mannschaften aus Australien ein, an der Liga teilzunehmen, die Perth Kangaroos und die Darwin Cubs. Unverständlicherweise wurden alle Nationalspieler, welche ja auch noch in der Liga Malaysias spielten, von der lokalen Liga abgezogen. Dies hatte zur Folge, dass beide Teams aus Australien 1994 die Liga dominierten. Die Perth Kangaroos wurden ungeschlagen Meister, gefolgt von den Darwin Cubs. Im folgenden Jahr zog die FAS überraschend die Nationalmannschaft aus Malaysia zurück und ließ sie in der heimischen Liga spielen. Damit endete auch eine 75 Jahre währende Tradition. Es war keine große Überraschung, dass die Nationalmannschaft 1995 ungeschlagen Meister wurde.
Ab dem Frühjahr 1995 beauftragte die FAS eine Task Force zur Entwicklung einer professionellen Fußballliga in Singapur.

### 1996–heute
Noch Ende 1995 unterbreitete die Task Force der FAS ihre Ergebnisse. Es solle zunächst eine Liga entstehen mit acht Mannschaften, später auf zwölf aufgestockt, alle in regionalen Stadien spielend. Zwei Runden sollten gespielt werden mit jeweils Hin- und Rückspiel. Die beiden Gewinner der jeweiligen Runde sollten dann in einem Endspiel um die Meisterschaft antreten. Dieser Vorschlag wurde dann auch umgehend in die Tat umgesetzt mit Hilfe der eigens für die Liga gegründeten Singapore Professional Football League PTL. Die erste Saison der S. League wurde von Premierminister Goh Chok Tong 1996 eröffnet. In einem Freundschaftsspiel traten im Kallang National Stadion die Nationalmannschaften Singapurs und Thailands gegeneinander an.
Zu den acht Gründungsmitgliedern der S. League gehörten:
- Balestier Central
- Geylang United
- Police United
- Sembawang Rangers FC
- Singapore Armed Forces FC
- Tampines Rovers
- Tiong Bahru United
- Woodlands Wellington

Der erste Meister der S. League war Geylang United. Im Finale wurden der Singapore Armed Forces FC mit 2:1 geschlagen. Das Format aus der ersten Saison mit zwei separaten Spielrunden und Play-offs wurde bereits 1997 verworfen und ein reguläres Ligasystem gespielt. Der Verein FC Police benannte sich in FC Home United um und der FC Jurong kam als neunte Mannschaft zur Liga dazu. 1998 kamen noch zwei weitere Mannschaften hinzu, bis 1999 schließlich die volle Ligastärke von zwölf Vereinen erreicht werden konnte, welche bis heute Bestand hat. Um jungen Nationalspielern mehr Spielpraxis zu geben, wurden 2003 die Young Lions in die Liga aufgenommen. Die Young Lions bestehen größtenteils aus U-23-Spielern der singapurischen Nationalmannschaft. Sie unterstehen direkt der FAS. Von 2003 bis 2005 musste Gombak United wegen finanzieller Schwierigkeiten pausieren.
Zur Saison 2008 ersetzte Dalian Shide Siwu den Verein Liaoning Guangyuan in der S. League. Nach nur einer Saison mit einem enttäuschenden zehnten Platz in der Saison 2008 zog sich Dalian Shide aus der S. League zurück. Der zuvor in der Malaysia Super League spielende DPMM FC aus Brunei ersetzte nun seinerseits Dalian Shide. Aufgrund von Unstimmigkeiten zwischen dem Malaysischen Verband und dem Sportministerium wurde der Verein DPMM FC aus der Malaysischen Top-Liga verbannt. Aufgrund der Sperrung des Fußballverbandes von Brunei durch die FIFA, ab Oktober 2009, ist DPMM FC bis auf weiteres auch nicht mehr für die S. League spielberechtigt.
Zur Saison 2010 traten zwei neue Vereine der Liga bei. Beijing Guoan Talent Singapore FC als Ableger des chinesischen Klubs Beijing Guoan und der Etoile FC, ein Verein, dessen Kader nur aus französischstämmigen Spielern besteht. Während Beijing Guoan Talent nur den zehnten Tabellenplatz erreichte und nach einer Saison wieder aufgelöst wurde, gewann der Etoile FC überraschend die Meisterschaft (als erste ausländische Mannschaft) und holte zudem den Singapore League Cup. 2011 wurde Beijing Guoan Talent durch den Tanjong Pagar United FC ersetzt, welcher nach einer siebenjährigen Pause wieder an der S. League teilnimmt.
2012 zog sich der Etoile FC wieder aus der S. League zurück. Dafür rückten zwei weitere ausländische Klubs in die S. League nach. Der eine Klub war wieder der DPMM FC aus Brunei, dessen Teilnahme nach der Aufhebung der Suspendierung des Fußballverbandes von Brunei durch die FIFA am 30. Mai 2011 nichts mehr im Wege stand. Der andere Klub war Harimau Muda A aus Malaysia. Anstatt dass wie bisher alle Mannschaften dreimal gegeneinander antraten, wurde ab dieser Saison in einer Doppelrunde gespielt, wodurch sich die Anzahl der Saisonspiele von 33 (bei 12 Vereinen) auf 24 (bei 13) reduzierten.
Anfang November 2012 gab der Verein Gombak United bekannt, dass er wieder für eine Saison pausieren wird. Grund seien finanzielle Probleme, die keinen regülaren Spielbetrieb in der Saison 2013 ermöglicht hätten.
Ab der Saison 2013 wird die S. League in einem neuen Format ausgetragen. Nachdem die zwölf Vereine in einer Doppelrunde gegeneinander angetreten sind, wird die Liga in zwei Gruppen aufgeteilt: Die ersten sechs Mannschaften spielen in ihrer Runde die Meisterschaft aus, während die letzten Sechs um die Endplatzierung spielen. In beiden Gruppen spielen die Vereine je einmal gegeneinander, sodass alle Mannschaften auf 27 Spiele kommen.

## Meisterschaftshistorie
| Saison | Meister der S. League  | Vize-Meister           |
| ------ | ---------------------- | ---------------------- |
| 1996   | Geylang United         | Singapore Armed Forces |
| 1997   | Singapore Armed Forces | Tiong Bahru United     |
| 1998   | Singapore Armed Forces | Tanjong Pagar United   |
| 1999   | Home United            | Singapore Armed Forces |
| 2000   | Singapore Armed Forces | Tanjong Pagar United   |
| 2001   | Geylang United         | Singapore Armed Forces |
| 2002   | Singapore Armed Forces | Home United            |
| 2003   | Home United            | Geylang United         |
| 2004   | Tampines Rovers        | Home United            |
| 2005   | Tampines Rovers        | Singapore Armed Forces |
| 2006   | Singapore Armed Forces | Tampines Rovers        |
| 2007   | Singapore Armed Forces | Home United            |
| 2008   | Singapore Armed Forces | Super Reds             |
| 2009   | Singapore Armed Forces | Tampines Rovers        |
| 2010   | Etoile FC              | Tampines Rovers        |
| 2011   | Tampines Rovers        | Home United            |
| 2012   | Tampines Rovers        | DPMM FC                |
| 2013   | Tampines Rovers        | Home United            |
| 2014   | Warriors FC            | DPMM FC                |
| 2015   | DPMM FC                | Tampines Rovers        |
| 2016   | Albirex Niigata        | Tampines Rovers        |
| 2017   | Albirex Niigata        | Tampines Rovers        |
| 2018   | Albirex Niigata        | Home United            |
| 2019   | DPMM FC                | Tampines Rovers        |
| 2020   | Albirex Niigata        | Tampines Rovers        |
| 2021   | Lion City Sailors      | Albirex Niigata        |
| 2022   | Albirex Niigata        | Lion City Sailors      |
| 2023   | Albirex Niigata        | Lion City Sailors      |

## Anzahl der Meisterschaften
| Rang | Verein                                              | Meisterschaften | Meisterschaftssaison                                 |
| ---- | --------------------------------------------------- | --------------- | ---------------------------------------------------- |
| 1    | Warriors FC (bis 2012 als Singapore Armed Forces)   | 9               | 1997, 1998, 2000, 2002, 2006, 2007, 2008, 2009, 2014 |
| 2    | Albirex Niigata                                     | 6               | 2016, 2017, 2018, 2020, 2022, 2023                   |
| 3    | Tampines Rovers                                     | 5               | 2004, 2005, 2011, 2012, 2013                         |
| 4    | Lion City Sailors (bis 2020 als Home United)        | 3               | 1999, 2003, 2021                                     |
| 5    | Geylang International (bis 2012 als Geylang United) | 2               | 1996, 2001                                           |
|      | DPMM FC                                             | 2               | 2015, 2019                                           |
| 7    | Etoile FC                                           | 1               | 2010                                                 |

## Beste Torschützen seit 1996
| Saison | Torschützenkönig              | Verein                               | Tore |
| ------ | ----------------------------- | ------------------------------------ | ---- |
| 1996   | Eres Jure                     | Singapore Armed Forces               | 28   |
| 1997   | Goran Paulić                  | Balestier Central FC                 | 21   |
| 1998   | Stuart Young                  | Home United                          | 22   |
| 1999   | Mirko Grabovac                | Singapore Armed Forces               | 23   |
| 2000   | Mirko Grabovac                | Singapore Armed Forces               | 19   |
| 2001   | Mirko Grabovac                | Singapore Armed Forces               | 39   |
| 2002   | Mirko Grabovac                | Singapore Armed Forces               | 34   |
| 2003   | Peres                         | Home United                          | 37   |
| 2004   | Egmar Gonçalves               | Home United                          | 30   |
| 2005   | Mirko Grabovac                | Tampines Rovers                      | 26   |
| 2006   | Abdelhadi Laakkad             | Woodlands Wellington                 | 23   |
| 2007   | Aleksandar Đurić              | Singapore Armed Forces               | 37   |
| 2008   | Aleksandar Đurić              | Singapore Armed Forces               | 28   |
| 2009   | Aleksandar Đurić              | Singapore Armed Forces               | 28   |
| 2010   | Frédéric Mendy                | Étoile FC                            | 21   |
| 2011   | Mislav Karoglan               | Singapore Armed Forces               | 33   |
| 2012   | Frédéric Mendy                | Home United                          | 20   |
| 2013   | Aleksandar Đurić Moon Soon-ho | Tampines Rovers Woodlands Wellington | 15   |
| 2014   | Rodrigo Tosi                  | DPMM FC                              | 24   |
| 2015   | Ramazotti                     | DPMM FC                              | 21   |
| 2016   | Ramazotti                     | DPMM FC                              | 20   |
| 2017   | Tsubasa Sano                  | Albirex Niigata                      | 26   |
| 2018   | Shuhei Hoshino                | Albirex Niigata                      | 19   |
| 2019   | Andrej Warankou               | DPMM FC                              | 21   |
| 2020   | Stipe Plazibat                | Hougang United/Lion City Sailors     | 14   |
| 2021   | Tomoyuki Doi                  | Hougang United                       | 19   |
| 2022   | Boris Kopitović               | Tampines Rovers                      | 35   |
| 2023   | Maxime Lestienne              | Lion City Sailors                    | 25   |

## Auszeichnungen

### Spieler des Jahres
| Saison | Name                       | Verein                 |
| ------ | -------------------------- | ---------------------- |
| 1996   | Ivica Raguž                | Singapore Armed Forces |
| 1997   | Nazri Nasir                | Balestier Central      |
| 1998   | S. Subramani               | Tanjong Pagar United   |
| 1999   | Zsolt Bücs                 | Home United            |
| 2000   | Mirko Grabovac             | Singapore Armed Forces |
| 2001   | Daniel Bennett             | Tanjong Pagar United   |
| 2002   | Therdsak Chaiman           | Singapore Armed Forces |
| 2003   | Peres de Oliveira          | Home United            |
| 2004   | Surachai Jaturapattarapong | Home United            |
| 2005   | Noh Alam Shah              | Tampines Rovers        |
| 2006   | Laakkad Abdelhadi          | Woodlands Wellington   |
| 2007   | Aleksandar Đurić           | Singapore Armed Forces |
| 2008   | Aleksandar Đurić           | Singapore Armed Forces |
| 2009   | Valery Hiek                | Home United            |
| 2010   | Shahril Ishak              | Home United            |
| 2011   | Mislav Karoglan            | Singapore Armed Forces |
| 2012   | Aleksandar Đurić           | Tampines Rovers        |
| 2013   | Lee Kwan-woo               | Home United            |
| 2014   | Hassan Sunny               | Warriors FC            |
| 2015   | Fumiya Kogure              | Albirex Niigata        |
| 2016   | Atsushi Kawata             | Albirex Niigata        |
| 2017   | Kento Nagasaki             | Albirex Niigata        |
| 2018   | Wataru Murofushi           | Albirex Niigata        |
| 2019   | Faris Ramli                | Hougang United         |
| 2020   | Gabriel Quak               | Lion City Sailors      |
| 2021   | Tomoyuki Doi               | Hougang United         |
| 2022   | Kōdai Tanaka               | Albirex Niigata        |
| 2023   |                            |                        |

### Nachwuchsspieler des Jahres
| Saison | Name                     | Verein               |
| ------ | ------------------------ | -------------------- |
| 1996   | Robin Chitrakar          | Geylang United       |
| 1997   | Ahmad Latiff Khamaruddin | Geylang United       |
| 1998   | Lim Soon Seng            | Tanjong Pagar United |
| 1999   | Yazid Yasin              | Home United          |
| 2000   | Indra Sahdan Bin Daud    | Geylang United       |
| 2001   | Indra Sahdan Bin Daud    | Home United          |
| 2002   | Noh Alam Shah            | Sembawang Rangers FC |
| 2003   | Baihakki Khaizan         | Geylang United       |
| 2004   | Fahrudin Mustafić        | Tampines Rovers      |
| 2005   | Issey Nakajima-Farran    | Albirex Niigata      |
| 2006   | Ludovick Takam           | Balestier Khalsa     |
| 2007   | Shariff Abdul Samat      | Tampines Rovers      |
| 2008   | Khairul Amri             | Tampines Rovers      |
| 2009   | Ojimi Gabriel Obatola    | Gombak United        |
| 2010   | Hariss Harun             | Young Lions          |
| 2011   | Tatsurō Inui             | Albirex Niigata      |
| 2012   | Wan Zack Haikal          | Harimau Muda A       |
| 2013   | Sirina Camara            | Home United          |
| 2014   | Nicolás Vélez            | Warriors FC          |
| 2015   | Azwan Ali                | DPMM FC              |
| 2016   | Anumanthan Kumar         | Hougang United       |
| 2017   | Hazzuwan Halim           | Balestier Khalsa     |
| 2018   | Adam Swandi              | Albirex Niigata      |
| 2019   | Hami Syahin              | Home United          |
| 2020   | Saifullah Akbar          | Lion City Sailors    |
| 2021   | Nur Adam Abdullah        | Lion City Sailors    |
| 2022   |                          |                      |

### Trainer des Jahres
| Saison | Name                | Verein                 |
| ------ | ------------------- | ---------------------- |
| 1996   | Vincent Subramaniam | Singapore Armed Forces |
| 1997   | Vincent Subramaniam | Singapore Armed Forces |
| 1998   | Jita Singh          | Sembawang Rangers      |
| 1999   | Robert Alberts      | Home United            |
| 2000   | Fandi Ahmad         | Singapore Armed Forces |
| 2001   | Jang Jung           | Geylang United         |
| 2002   | M. Karathu          | Woodlands Wellington   |
| 2003   | Scott O’Donell      | Geylang United         |
| 2004   | Vorawan Chitavanich | Tampines Rovers        |
| 2005   | Vorawan Chitavanich | Tampines Rovers        |
| 2006   | Richard Bok         | Singapore Armed Forces |
| 2007   | Richard Bok         | Singapore Armed Forces |
| 2008   | Hiroaki Hiraoka     | Albirex Niigata (S)    |
| 2009   | Richard Bok         | Singapore Armed Forces |
| 2010   | Vorawan Chitavanich | Tampines Rovers        |
| 2011   | Koichi Sugiyama     | Albirex Niigata (S)    |
| 2012   | Vjeran Simunić      | Brunei DPMM FC         |
| 2013   | Lee Lim-Saeng       | Home United            |
| 2014   | Marko Kraljević     | Balestier Khalsa       |
| 2015   | Steve Kean          | Brunei DPMM FC         |
| 2016   | Naoki Naruo         | Albirex Niigata (S)    |
| 2017   | Kazuaki Yoshinaga   | Albirex Niigata (S)    |
| 2018   | Kazuaki Yoshinaga   | Albirex Niigata (S)    |
| 2019   | Adrian Pennock      | Brunei DPMM FC         |
| 2020   | Keiji Shigetomi     | Albirex Niigata (S)    |
| 2021   | Clement Teo         | Hougang United         |
| 2022   |                     |                        |